# O meu marido está a negar
 (octobre 2012).
Pour plus de détails, voir Fiche technique et Distribution.
O meu marido está a negar est un film documentaire mozambicain réalisé en 2007.

## Synopsis
Hermínia est une mère séropositive. Elle s’en est rendu compte lors de ses consultations à la maternité. Gabriel, son mari, est au courant de sa maladie et l’accepte. En revanche il refuse de faire les tests. Dans ce cas le traitement d’Hermínia ne lui servirait à rien. Elle est convaincue que si elle l’emmène voir une pièce de théâtre sur ce thème, il changera d’attitude. O meu marido está a negar décrit le spectacle interactif du Teatro do Oprimido et son rôle pour les malades du sida, en se proposant d'encourager les changements de comportement et la prise de conscience de leur public par rapport à cette maladie.

## Fiche technique
- Réalisation : Rogério Manjate (en)
- Production : Força Maior
- Scénario : Rogério Manjate
- Image : Panu Kari
- Son : Francisco Martins
- Musique : Francisco Cardoso
- Montage : Panu Kari
- Interprètes : Hermínia Novais, Gabriel António